# Nexity
Nexity è una società francese che si concentra sullo sviluppo immobiliare e la fornitura di servizi correlati.
Nexity opera come società di sviluppo immobiliare in Europa. Le sue aree di lavoro includono immobili residenziali, edifici per uffici, uffici, parchi commerciali, magazzini, centri di distribuzione, uffici e hotel. La società offre anche servizi di investimento immobiliare, gestione patrimoniale e immobili residenziali e commerciali. Questo viene effettuato attraverso diverse divisioni.